# Jader Volnei Spindler
Jader Volnei Spindler (Venâncio Aires, 18 januari 1982), ook wel kortweg Baré genoemd, is een Braziliaans voetballer.